# Synegia hormosticta
Synegia hormosticta är en fjärilsart som beskrevs av Louis Beethoven Prout 1925. Synegia hormosticta ingår i släktet Synegia och familjen mätare. Inga underarter finns listade i Catalogue of Life.